# Gonen Segev

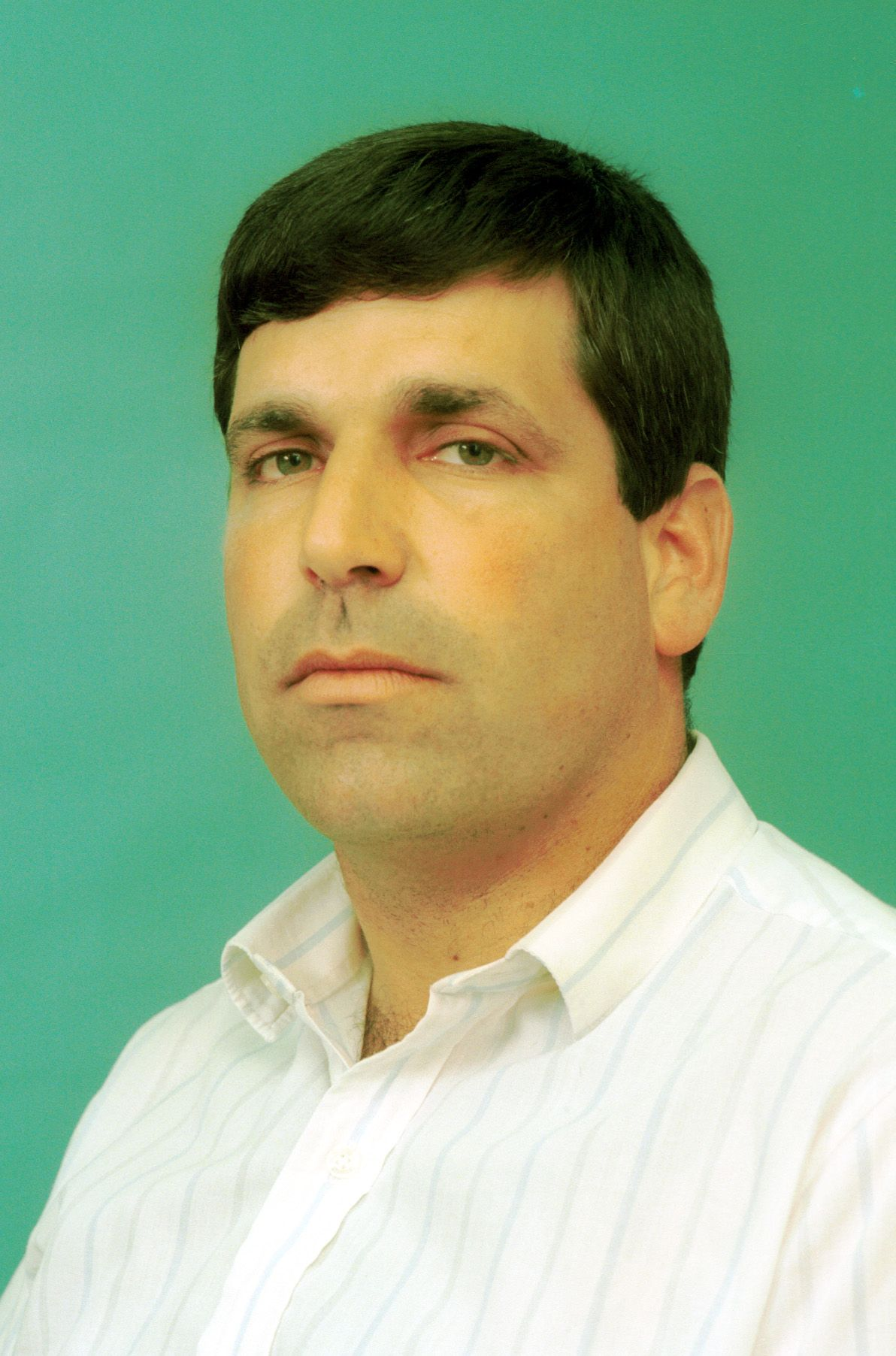
Gonen Segev

Gonen Segev (hebräisch גּוֹנֵן שֶׂגֶב; * 6. Januar 1956 in Kirjat Motzkin, Israel) ist ein israelischer Arzt und früherer Politiker der israelischen Parteien Tzomet und Jiʿud. Er war von 1992 bis 1996 Mitglied der Knesset sowie von 1995 bis 1996 Minister für Energie und Infrastruktur Israels. Mitte der 2000er Jahre wurde er mehrerer Straftaten wie u. a. des Drogenschmuggels überführt und verbüßte daraufhin in Israel eine mehrjährige Haftstrafe.

## Ausbildung und Beruf vor der Politik
Gonen Segev machte eine Ausbildung als Landwirt. Er kam seiner Wehrpflicht in der israelischen Armee nach und erreichte den Dienstgrad eines Hauptmanns. Segev studierte Medizin an der Ben-Gurion-Universität im Negev. Außerdem absolvierte er eine Spezialisierung in Verwaltungskunde an der Universität Tel Aviv. Er wurde als Kinderarzt tätig.

## Politische Karriere
Anfang der 1990er Jahre wurde Segev von seinem Nachbarn Rafael Eitan, dem Gründer der ultra-nationalistischen Partei Tzomet, für die Politik gewonnen. 1992 zog er als Tzomet-Mitglied und „Eitans Kronprinz“ (Der Spiegel) in die Knesset ein. Segev gehörte der 13. Knesset an und war bis zu deren Ablauf im Juni 1996 Abgeordneter. Allerdings überwarf er sich mit Eitan, verließ Tzomet und gründete Anfang 1994 zusammen mit zwei weiteren Knessetabgeordneten und ehemaligen Tzomet-Mitgliedern, Alex Goldfarb und Esther Salmovitz, die Partei Ji’ud, die sich etwas weiter links orientierte.
Als Ministerpräsident Jitzchak Rabin 1994/95 Jahre eine Mehrheit für das Oslo-Abkommen suchte, trat die Ji’ud-Partei in die Regierung ein. Segev wurde am 9. Januar 1995 Minister für Energie und Infrastruktur. Die wenige Monate später erfolgte Zustimmung von ihm und seinem Parteifreund Goldfarb in der Knesset zum „Oslo-B“-Abkommen stieß in Medien und Öffentlichkeit auf Kritik: Seiner Partei wurde vorgeworfen, sie habe sich mit Ministerposten bestechen lassen, und Segev galt als „Wendehals“ (Spiegel). Nach Rabins Ermordung im November 1995 gehörte er der nachfolgenden Regierung von Shimon Peres an und übte sein Ministeramt bis zum 18. Juni 1996 aus. Nachdem Goldfarb und Salmovitz gegen Ende November 1995 Ji’ud verlassen hatten, um die Partei Atid zu bilden, war Segev das einzige Ji’ud-Parteimitglied in der Knesset. Bei der Wahl zur 14. Knesset im Mai 1996 trat er nicht mehr an und zog sich nach Ablauf der 13. Knesset aus der Politik zurück.

## Leben nach der Politik und Strafverfahren
Danach stieg er bei einer Firma ein, die Kraftwerke in der Volksrepublik China bauen wollte, und unternahm zahlreiche Auslandsreisen. Später betätigte er sich im internationalen Handel. 2004 wurde er in Israel verhaftet, nachdem er zuvor in den Niederlanden auf dem Amsterdamer Flughafen Schiphol u. a. in Verdacht geraten war, Drogen zu schmuggeln. Nach knapp einem Jahr Untersuchungshaft legte er ein Teilgeständnis ab. 2005 wurde er wegen Drogenschmuggels und Fälschung von Dokumenten zu fünf Jahren Haft und anschließender zweieinhalbjähriger Bewährung verurteilt. 2007 wurde ihm seine Zulassung als Arzt wegen seiner kriminellen Umtriebe aberkannt.
Nach seiner Entlassung verließ er Israel und lebte seitdem in Nigeria, wo er sich in Abuja als Arzt niederließ. Unter Nutzung des Mädchennamens seiner Mutter, als „Dr. Gonen S. Wundermann“ eröffnete er 2013 eine Privatklinik, die neben einheimischen auch zahlreiche israelische und andere ausländische Patienten betreute. Er heiratete eine Deutsche und erwarb dadurch später die deutsche Staatsangehörigkeit. Im Mai 2018 wurde er bei dem Versuch der Einreise nach Äquatorialguinea verhaftet. Die israelische Regierung beantragte die Auslieferung und ließ Segev von Geheimdienstmitarbeitern nach Israel bringen. Dort wurde er mehrere Tage in Isolationshaft verhört.
Am 15. Juni 2018 wurde vor dem Jerusalemer Bezirksgericht Anklage gegen Segev erhoben. Ihm wird vorgeworfen, 6 Jahre lang sensible Informationen an den Iran weitergegeben zu haben. Dabei soll es sich um Informationen über den Energiesektor, um Sicherheitsstandorte, bestimmte Gebäude sowie Beamte in Sicherheitsgremien gehandelt haben. Am 9. Januar 2019 wurde Segev vom Gericht für schuldig gesprochen, nachdem er sich mit der Staatsanwaltschaft geeinigt hatte. Im Gegenzug für ein Geständnis wurde das Strafmaß auf elf Jahre festgesetzt.